# Yugoslavia en los Juegos Olímpicos de Innsbruck 1976
Yugoslavia estuvo representada en los Juegos Olímpicos de Innsbruck 1976 por un total de 28 deportistas que compitieron en 4 deportes.  
El equipo olímpico yugoslavo no obtuvo ninguna medalla en estos Juegos.